# Zanna pauliani
Zanna pauliani är en insektsart som först beskrevs av Victor Lallemand 1950.  Zanna pauliani ingår i släktet Zanna och familjen lyktstritar.
Artens utbredningsområde är Madagaskar. Inga underarter finns listade i Catalogue of Life.